# Clematis grandiflora
Clematis grandiflora är en ranunkelväxtart som beskrevs av Dc.. Clematis grandiflora ingår i släktet klematisar, och familjen ranunkelväxter. Inga underarter finns listade i Catalogue of Life.